# Jan Pilczuk
Jan Pilczuk (ur. 17 kwietnia 1953) – polski chodziarz sportowy, medalista mistrzostw Polski.

## Kariera sportowa
W 1981 roku został halowym mistrzem Polski w chodzie sportowym na dystansie 10 000 m na imprezie rozgrywanej w Zabrzu.
W tym samym roku zajął trzecie miejsca na mistrzostwach Polski seniorów w chodzie na 50 km w Warszawie i w chodzie na 20 km w Zabrzu. W 1983 roku również zajął 3. pozycję na mistrzostwach Polski na 50 km na zawodach w Warszawie.
Reprezentował Polskę na arenie międzynarodowej – wystąpił w zawodach pucharu świata w chodzie sportowym w 1981 w Walencji na dystansie 50 km, gdzie zajął 24. miejsce, reprezentacja Polski była wówczas 6. Brał także udział w eliminacjach do pucharu świata w chodzie sportowym w tym samym roku i na tym samym dystansie w Szolnoku.
Brał udział w międzypaństwowych meczach chodziarskich: z Finlandią i Norwegią w reprezentacji Polski (1981), oraz z RFN i Szwajcarią w reprezentacji Warszawy (1981).
W czasie swojej kariery należał do klubu Polonia Warszawa.

## Osiągnięcia

### Seniorzy – międzynarodowe
| Rok  | Impreza                 | Miejsce  | Konkurencja    | Pozycja     | Wynik    |
| ---- | ----------------------- | -------- | -------------- | ----------- | -------- |
| 1981 | Puchar świata w chodzie | Walencja | chód na 50 km  | 35. miejsce | 4:26:28  |
| 1981 | Puchar świata w chodzie | Walencja | chód drużynowy | 6. miejsce  | 150 pkt. |

### Seniorzy – krajowe
| Rok  | Impreza                            | Miejsce  | Konkurencja      | Pozycja    | Wynik   |
| ---- | ---------------------------------- | -------- | ---------------- | ---------- | ------- |
| 1981 | Halowe mistrzostwa Polski seniorów | Warszawa | chód na 10 000 m | 1. miejsce | 45:04,8 |
| 1981 | Mistrzostwa Polski seniorów        | Warszawa | chód na 50 km    | 3. miejsce | 4:10:15 |
| 1981 | Mistrzostwa Polski seniorów        | Zabrze   | chód na 20 km    | 3. miejsce | 1:31:34 |
| 1983 | Mistrzostwa Polski seniorów        | Warszawa | chód na 50 km    | 3. miejsce | 4:03:21 |